# Betacam

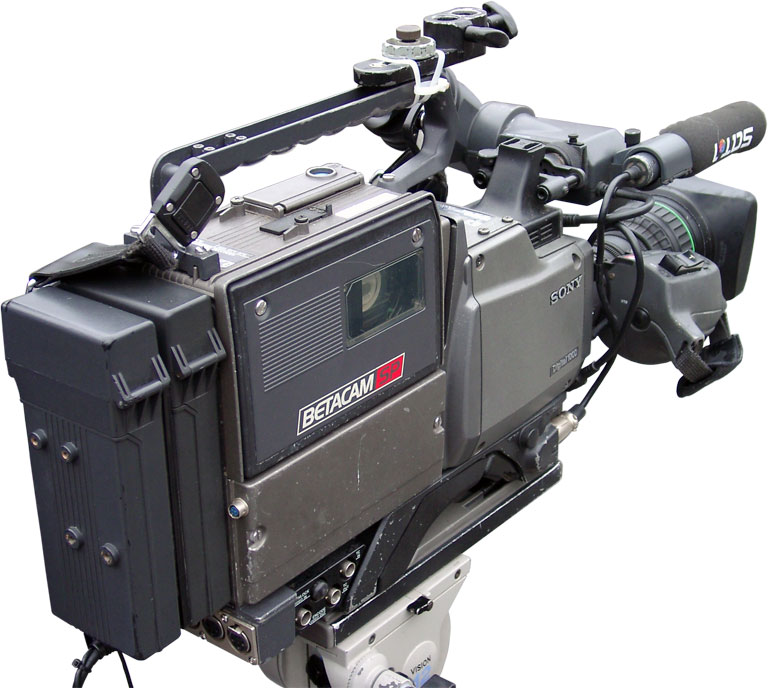
Sony Betacam SP攝影機 "Digital 1000"

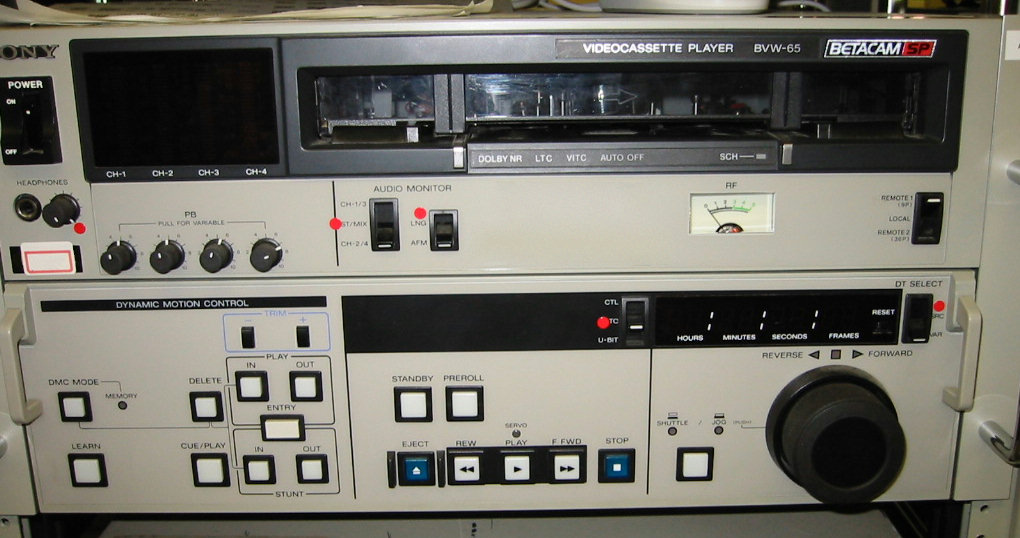
Sony Betacam-SP VTP BVW-65錄影機。

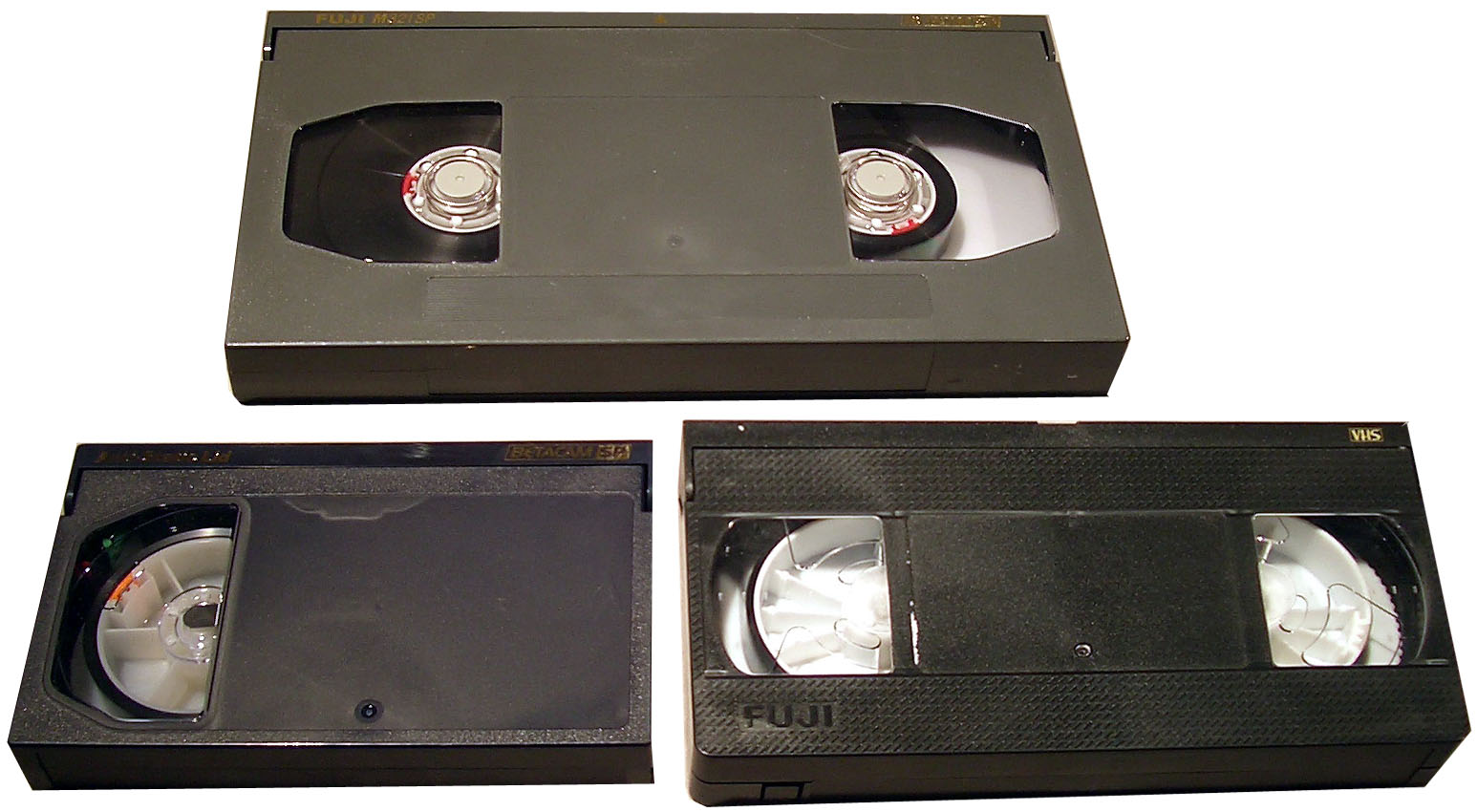
Betacam及VHS大小比較
Betacam SP L型（上）, Betacam SP S型（左）, VHS（右）.

Betacam是由1982年由Sony開發的半吋專業錄影帶系列產品。在口語上，"Betacam"常指Betacam攝影機、Betacam錄影帶、Betacam錄影機或其格式。
所有Betacam變體由最簡單的Betacam至Betacam SP及Digital Betacam，使用相同形狀的錄影帶，意味着儲存及其儲存設備在升級至新格式時不用改變。錄影帶分為兩個大小：小型（S型）和大型（L型）。Betacam攝影機只可載入小型錄影帶，錄影機就可以播放大小兩種錄影帶。錄影帶外殼依不同格式而有不同顏色，以茲識別。錄影機亦可從已載入錄影帶上的機械鍵識別其格式。
此格式取代了同樣由Sony開發的四分三吋U-Matic格式。另外為了提升影像質素，電子新聞採集機構將Betacam攝影機和錄影機的結構整合。
即使Betacam仍然是錄影廠及新聞採訪的流行格式，新的數碼產品如「多重存取影碟錄影機」令到Betacam產品在錄影廠環境之中被逐步受到淘汰。

## 變體

### Betacam / Betacam SP
原始的Betacam格式於1982年8月7日面世。它屬於模擬色差視訊格式，儲存一條明度（Y）軌及以「壓縮式分時多工」（CTDM）方式儲存R-Y及B-Y彩度軌。這些訊號軌分離法容許以300水平線明度及120水平線彩度（與Betamax及VHS的30線比較）的解析度，在相對較廉宜的錄影帶格式記錄達廣播級質素的視訊。
1986年，Betacam SP面世，增加了水平解析度至340線。當格式的質素改善，錄影機的改善亦隨之上升，在質素、功能，甚至錄影時間都有所提升（90分鐘）。Betacam SP（意謂"Superior Performance"）至1990年代後期成為了大部份電視台及高端製作所的工業標準。儘管格式開始過時，Betacam SP仍然是視訊製作的普遍格式。和Betacam一樣，錄影時間都是S型影帶30分鐘，L型90分鐘。在625/50制式時，影帶速率比525/60較快，每五分鐘加長一分鐘。所以一盒90分鐘（NTSC制式）的錄影帶在PAL制式下可錄影108分鐘。

### Digital Betacam

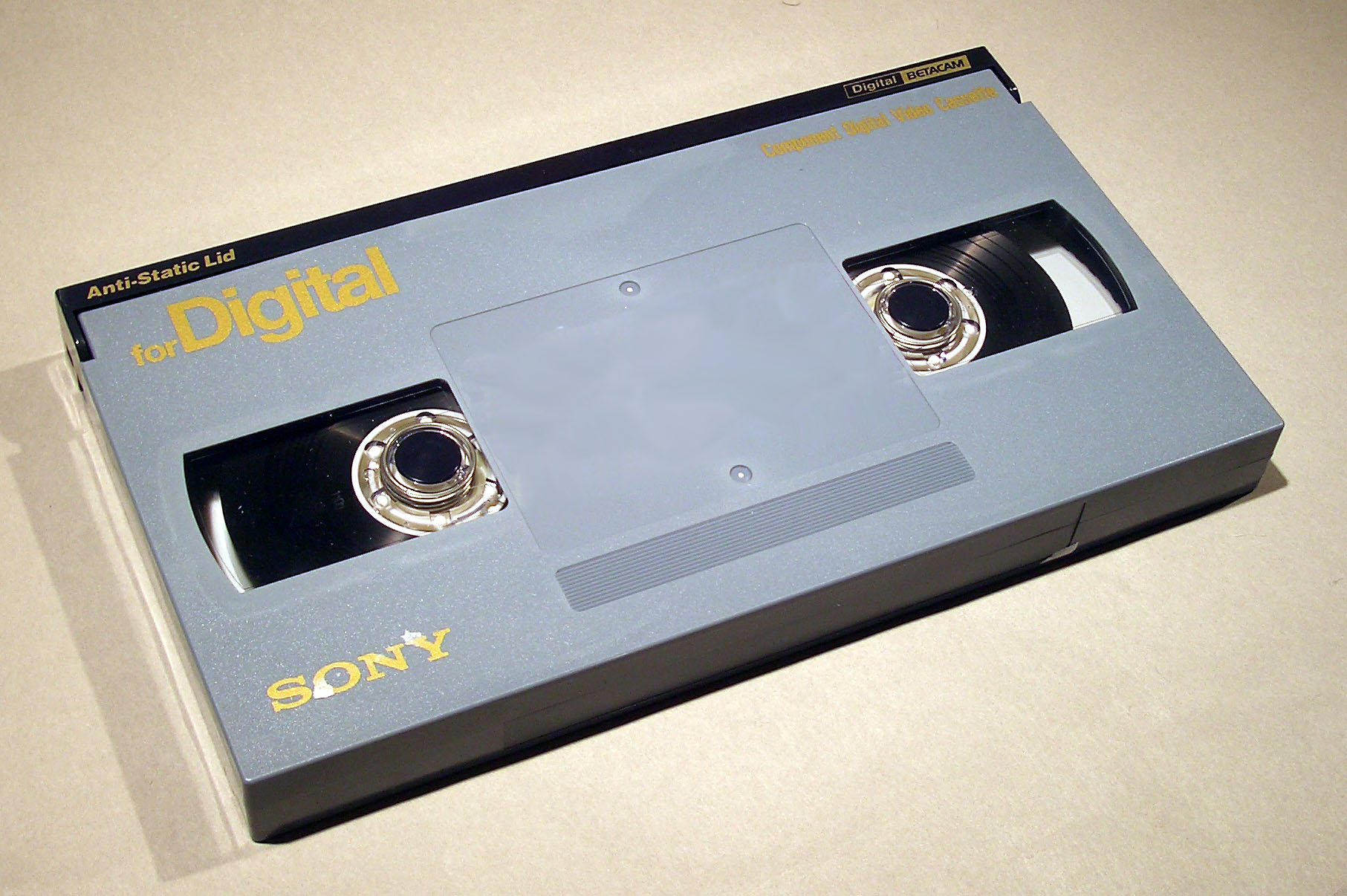
Digital Betacam L型影帶

Digital Betacam（通常稱為Digibeta、d-beta、dbc或簡稱Digi）於1993年面世。因成本比D1格式明顯地少，它於是取代了Betacam和Betacam SP。S型影帶可達40分鐘，L型則124分鐘。
Digital Betacam格式記錄了DCT式壓縮，NTSC制式（720×486）或PAL制式（720×576）解析度，10位元YUV 4:2:2取樣的色差視訊，位元率達至90 Mbit/s，附加四聲道48 kHz/20 bit PCM音訊。它提供了第五聲道音訊作收尾，及有線性時間碼軌記錄功能。Digital Beta是種廣播用的流行數碼錄影帶格式，它的主要競爭對手為Panasonic的DVCPRO50影帶格式。
其他重點因素有輔助採用的是，Sony開發了以SDI同軸線來數碼式連接Digital Betacam錄影機。製作設備所因此無需重新安裝即可以原有同軸架線傳送數碼訊號。
Sony品牌的Digital Betacam錄影帶是藍身灰蓋外殼設計。

### Betacam SX

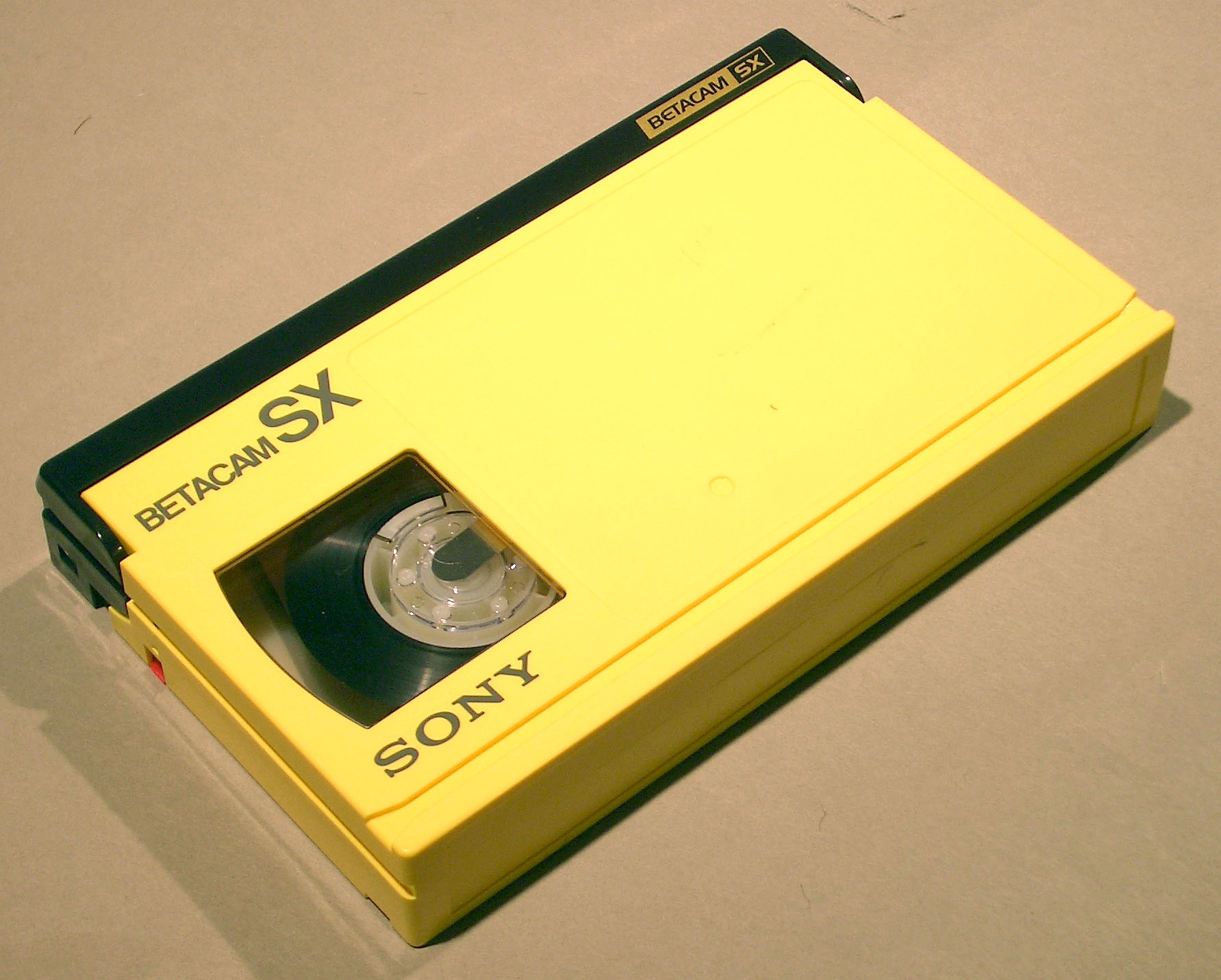
Betacam SX S型影帶

Betacam SX是數碼版的Betacam SP，於1996年推出，被定位為較廉宜的Digital Betacam替代品。它可記錄以MPEG 4:2:2 Profile@Main Level壓縮的視訊，和四聲道48 kHz/16 bit PCM音訊。所有Betacam SX器材相容於Betacam SP錄影帶。S型影帶可錄影62分鐘，L型影帶則194分鐘。
Betacam SX錄影帶外殼為淺黃色。

### MPEG IMX
MPEG IMX是2001年版本的Digital Betacam格式。使用MPEG壓縮系統，但比Betacam SX有更高位元率。IMX格式容許記錄CCIR 601規格視訊，八聲道音訊及時間碼軌。它缺乏了Digital Betacam作尾段提不用的一條模擬音軌，但會看作第七聲道播放。
MPEG IMX以三種不同格式壓縮：30（6:1壓縮比）、40（4:1壓縮比）或50 Mbit/s（3.3:1壓縮比），容許了不同的品質／儲存效率比例。視訊以MPEG-2 4:2:2 Profile@Main Level壓縮記錄。
MPEG IMX錄影帶是柔綠色外殼，但是新的XDCAM格式容許在Professional Disc等無影帶媒體記錄MPEG IMX格式。

## 另見
- DVCAM
- DVCPRO
- D5 HD

## 外部連結
- Sony Business Solutions Systems
- Comparison Chart of Tape format Specs from Maxell
- Descriptions of Digital Betacam Models
- Betacam PALsite – over 70 pages of Betacam information, running since 2000（页面存档备份，存于）

1. ↑  Curtis, Jason. . Museum of Obsolete Media. 28 May 2014  [13 May 2023]. （原始内容存档于2020-06-12）.
2. ↑   (PDF). scenesavers.com.   [13 May 2023]. （原始内容存档 (PDF)于2024-04-25）.